# Nội thủy

Các vùng biển theo luật biển quốc tế, nội thủy là vùng trong cùng, bản đồ không thể hiện các sông, suối chảy ra biển.

Vùng nội thủy của một quốc gia có chủ quyền là toàn bộ vùng nước và đường thủy trong phần đất liền, và được tính từ đường cơ sở mà quốc gia đó xác định vùng lãnh hải của mình trở vào. Nó bao gồm toàn bộ các dạng sông, suối và kênh dẫn nước, đôi khi bao gồm cả vùng nước trong phạm vi các vũng hay vịnh nhỏ. Theo Công ước Liên hiệp quốc về luật biển, các quốc gia có biển được tự do trong việc áp dụng luật pháp của mình trong việc điều chỉnh bất kỳ việc sử dụng nào liên quan tới nội thủy cũng như các nguồn tài nguyên trong đó. Tàu thuyền nước ngoài không có quyền tự do đi qua vùng nội thủy, kể cả qua lại không gây hại. Đây là điểm khác biệt chính giữa nội thủy và lãnh hải. Để đi vào vùng nội thủy, tàu thuyền nước ngoài phải xin phép cơ quan chức năng có thẩm quyền và chỉ được đi lại theo đúng hành trình đã được cấp phép.

## Cách phân định
Vùng nội thủy được phân định và căn cứ trên đường cơ sở duyên hải. Khi tính toán nội thủy thì cũng phải cân nhấc đến những cửa sông hay các vịnh nhỏ mà toàn phần thuộc về quốc gia ven biển thì theo quy thức như sau:
1. Nếu một con sông chảy trực tiếp ra biển thì đường cơ sở sẽ là đường thẳng đi ngang qua cửa sông, nối các điểm ở mực nước thấp nhất (tức mực nước ròng đo trung bình trong nhiều năm) trên hai bờ con sông.
2. Nếu một vịnh nhỏ thuộc toàn phần về một quốc gia thì cần xác định xem đó là một vịnh "đúng" (theo định nghĩa địa hình) hay chỉ là đoạn thụt vào tự nhiên của bờ biển (theo khoản 2 điều 10 phần II của Công ước). Một vũng hay vịnh được coi là "đúng" nếu diện tích của phần lõm vào, bị cắt bởi đường cơ sở, lớn bằng hoặc là hơn diện tích của hình bán nguyệt được tạo ra với đường kính bằng chính chiều dài của phân đoạn đường cơ sở tại phần lõm vào đó. Nếu trong đoạn lõm vào này có một số đảo thì hình bán nguyệt tưởng tượng sẽ có đường kính bằng tổng chiều dài các phân đoạn của các đường cơ sở. Ngoài ra, chiều dài của đường kính này không vượt quá 24 hải lý. Vùng nước bên trong của đường cơ sở tưởng tượng đó cũng được coi là nội thủy. Quy tắc này không áp dụng cho các vũng, vịnh đã thuộc chủ quyền của một quốc gia nào đó mang tính chất "lịch sử" hoặc trong bất kỳ trường hợp nào mà việc áp dụng đường cơ sở thẳng là hợp lý.